# Косаткодельфін

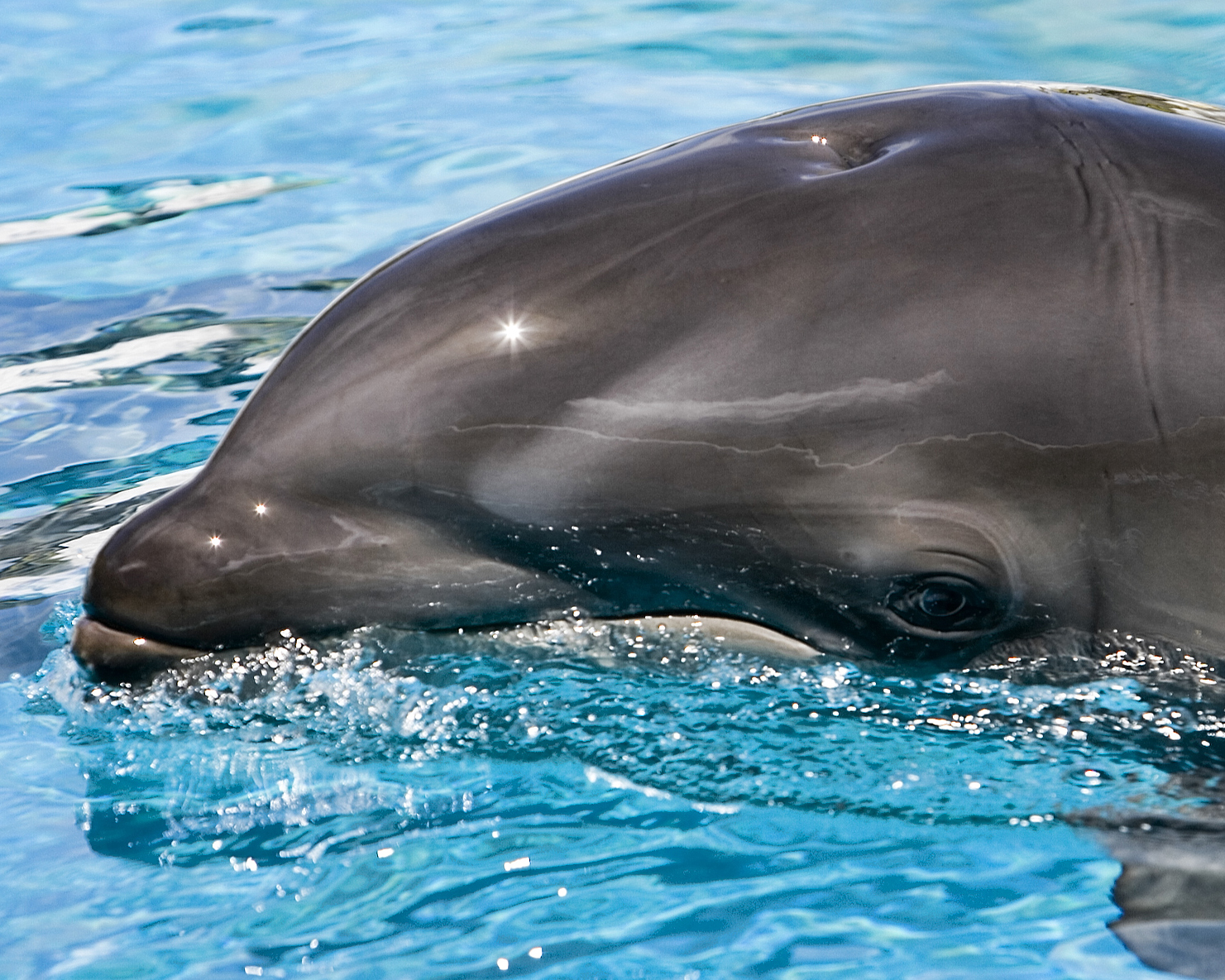
Гібрид Tursiops × Pseudorca crassidens

Косаткодельфін — гібрид самки дельфіна з роду  Афаліни з самцем  малої чорної косатки.

## Загальні відомості
Дуже рідкісний гібрид.
Першим гібридом став косаткодельфін по кличці Кекаїмалу. Це була самка, яка виявилася здатною мати потомство. Дитинча вона народила в дуже молодому віці. Малюк помер через кілька днів після народження. Тим не менш, в 1991 році, вона народила ще раз, її дочці дали ім'я Покайкеалоха. Протягом двох років Кекаїмалу доглядала за своїм дитинчам. Покайкеалоха померла у віці дев'яти років. Розміри і інші параметри косаткодельфіна середні між вихідними видами. Наприклад, у косаткодельфіна зубів 66, у афаліни — 88, а у косатки — 44.

## Ресурси Інтернету
- Косаткодельфін [Архівовано 27 лютого 2011 у Wayback Machine.]
- Найдивніші тварини-гібриди [Архівовано 16 березня 2013 у Wayback Machine.]